# Tomoshibi
Singles de Faylan
Rasen, Arui wa Seinaru Yokubou.
(2011) Blood teller
(2011)
Tomoshibi est le 12e single de Faylan sorti sous le label Lantis le 25 mai 2011 au Japon. Il sort en format CD et CD+DVD. Il arrive 98e à l'Oricon et reste classé 1 semaine.
Tomoshibi a été utilisé comme thème musical pour l'OAV Valkyria Chronicles 3 (Senjo no Valkyria 3) Dare ga Tame no Juso. Tomoshibi et Subarashii Sekai He se trouvent sur l'album Alive.

## Liste des titres
Toutes les paroles sont écrites par Faylan.
| 1. | Tomoshibi (灯-TOMOSHIBI-)                          | Masato Nakayama (Elements Garden) | 3:55 |
| 2. | Subarashii Sekai He (素晴らしい世界へ)             | Hitoshi Fujima (Elements Garden)  | 5:31 |
| 3. | Tomoshibi (off vocal) (灯-TOMOSHIBI-)              | Masato Nakayama (Elements Garden) | 3:54 |
| 4. | Subarashii Sekai He (off vocal) (素晴らしい世界へ) | Hitoshi Fujima (Elements Garden)  | 5:31 |

| 1. | Tomoshibi (灯-TOMOSHIBI-) |  |